# Patrick Chaize
Pour les articles homonymes, voir Chaize.
Patrick Chaize, né le 22 mars 1963 à Saint-Symphorien-d'Ozon (Rhône), est un homme politique français. Membre des Républicains, il est sénateur de l'Ain depuis 2014.

## Biographie
Directeur du Syndicat intercommunal d'énergie et de e-communication de l'Ain (SIEA) et ancien attaché parlementaire, Patrick Chaize est maire de Vonnas de 2008 à 2017.
Il est choisi comme candidat officiel de la droite pour l'élection sénatoriale de 2014 dans l'Ain et est élu sénateur le 28 septembre 2014. Il démissionne de son mandat de maire en septembre 2017 mais demeure conseiller municipal jusqu'en 2020.
Il est réélu sénateur lors du scrutin du 27 septembre 2020.[réf. souhaitée]

## Mandats
- Conseiller municipal de Vonnas de 2008 à 2020 - Maire de 2008 à 2017

- Sénateur de l'Ain depuis 2014[4]